# Louin (Missisipi)
Louin – miasto w Stanach Zjednoczonych, w stanie Missisipi, w hrabstwie Jasper.